# 匡扶
匡扶（1911年—1996年），曾名昨非，笔名匡庐、不可攀登，男，祖籍江苏东海，生于奉天蓋平县（今辽宁盖州市）人，中国古典文学、民俗文学研究家，曾任中华诗词学会顾问。